# Indian River Estates
Indian River Estates ist  ein census-designated place (CDP) im St. Lucie County im US-Bundesstaat Florida mit 6220 Einwohnern (Stand: 2010).

## Geographie
Indian River Estates liegt am Intracoastal Waterway und grenzt direkt an die Städte Fort Pierce (Norden) und Port St. Lucie (Süden). Der CDP liegt etwa 90 km nördlich von West Palm Beach und wird vom U.S. Highway 1 tangiert.

## Demographische Daten
Laut der Volkszählung 2010 verteilten sich die damaligen 6220 Einwohner auf 3121 Haushalte. Die Bevölkerungsdichte lag bei 435 Einw./km². 92,9 % der Bevölkerung bezeichneten sich als Weiße, 3,1 % als Afroamerikaner, 0,5 % als Indianer und 0,7 % als Asian Americans. 1,5 % gaben die Angehörigkeit zu einer anderen Ethnie und 1,4 % zu mehreren Ethnien an. 6,3 % der Bevölkerung bestand aus Hispanics oder Latinos.
Im Jahr 2010 lebten in 22,4 % aller Haushalte Kinder unter 18 Jahren sowie 43,3 % aller Haushalte Personen mit mindestens 65 Jahren. 67,3 % der Haushalte waren Familienhaushalte (bestehend aus verheirateten Paaren mit oder ohne Nachkommen bzw. einem Elternteil mit Nachkomme). Die durchschnittliche Größe eines Haushalts lag bei 2,32 Personen und die durchschnittliche Familiengröße bei 2,74 Personen.
18,8 % der Bevölkerung waren jünger als 20 Jahre, 17,9 % waren 20 bis 39 Jahre alt, 28,8 % waren 40 bis 59 Jahre alt und 34,3 % waren mindestens 60 Jahre alt. Das mittlere Alter betrug 50 Jahre. 48,5 % der Bevölkerung waren männlich und 51,5 % weiblich.
Das durchschnittliche Jahreseinkommen lag bei 42.572 $, dabei lebten 8,4 % der Bevölkerung unter der Armutsgrenze.
Im Jahr 2000 war Englisch die Muttersprache von 93,14 % der Bevölkerung, Spanisch sprachen 5,21 % und 1,65 % hatten eine andere Muttersprache.